# Handelsbankens hus, Hedemora
Handelsbankens hus är en byggnad i Hedemora, Dalarnas län. På tomten låg tidigare en gård uppförd 1865, åt Carl Axel Lindgren, handlare och senare rådman i staden. Ett uthus från denna gård fanns kvar till 1967, då det revs.
Den nuvarande byggnaden är från 1890-talet och ombyggd 1911. Handelsbankens hus är ett av få bevarade äldre hus på centrala Åsgatan, stadens primära butiksgata. Byggnaden är uppförd i liggtimmer på stensockel, med en reveterad fasad av slätputs i gulbrunt. Handelsbankens hus har byggts om och moderniserats i omgångar, främst 1945, men även kassavalvet från 1963 kan nämnas. Under ett utsmyckat och grönärgat koppartak låg tidigare huvudentrén till banken. Husets exteriör är tämligen välbevarad och byggnaden är en god representant för stadens äldre bebyggelse. I byggnaden har Svenska Handelsbanken lokalkontor, dit de flyttade 1923 när Svenska Lantmännens Bank flyttade ut. Tidigare låg Handelsbanken (ursprungligen Bankaktiebolaget Stockholm-Öfre Norrland) i Sahlbergska gården vid Stora torget, där de hållit till sedan år 1900. En butikslokal, som bland annat innehållit urmakeri har legat i byggnaden, men numera tar banklokalen upp hela huset.

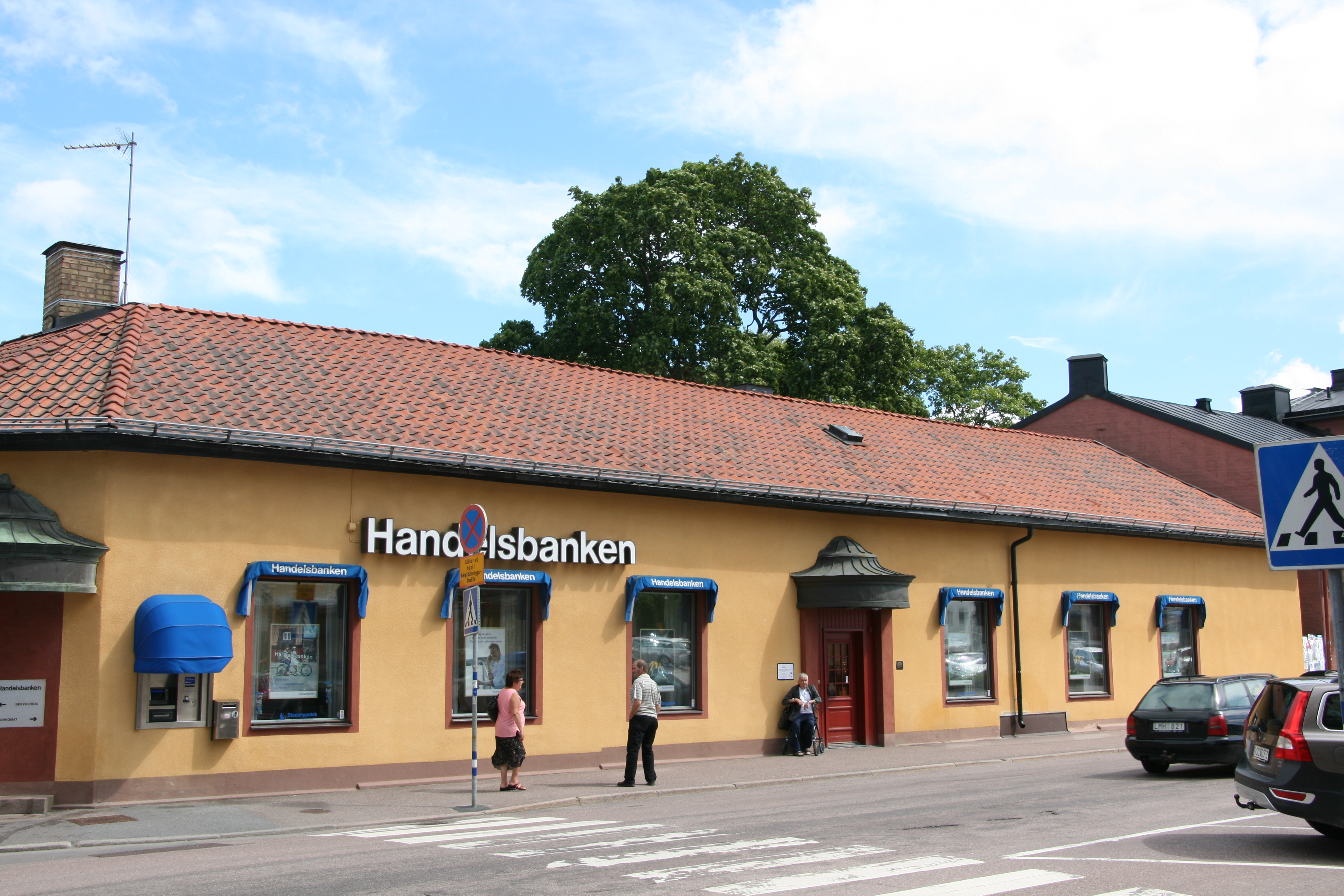